# Ferdinand Nicolai Roll
Ferdinand Nicolai Roll, född 28 maj 1831 i Trondheim, död 28 februari 1921 i Vestre Aker, var en norsk jurist.
Roll blev juris kandidat 1852, var anställd i justitiedepartementet 1858–70, en av stiftarna den 17 februari 1864 av Kristiania arbeidersamfund, sorenskriver i Romsdalen 1870–88, stortingsrepresentant för Ålesund och Molde 1877–85 och 1892–94, chef för justitiedepartementet i Emil Stangs första ministär under tiden 12 juli 1889 till 6 mars 1891 och därefter e.o., 1895–1912 ordinarie høyesterettsassessor. Han visade livligt intresse för folkupplysning och sociala reformer.